# Pregled:Fizika
Fizika je prirodna znanost koja proučava materiju i njeno gibanje kroz prostorvrijeme zajedno s usko povezanim idejama kao što su energija i sila. Šire, fizika je opća analiza prirode u svrhu razumijevanja kako svemir funkcionira.

## Što je fizika?
Fizika je sve od navedenog:
- Akademska disciplina - znanost koja se izučava na svim razinama obrazovnog sustava, te se istražuje na fakultetima i svečuilištima. Discipline definiraju i razlikuju znanstveni časopisi u kojima se izdaju rezultati istraživačkog rada, te društva, akademski odjeli i fakulteti kojima pripadaju stručnjaci tih disciplina.
- Grana znanosti - široko priznato specijalizirano područje unutar znanosti koje koristi vlastitu terminologiju i nomenklaturu. Takvo područje obično sadrži jedan ili više znanstvenih časopisa gdje se objavljuju recenzirana istraživanja.
  - Prirodna znanost - koja pokušava dokučiti pravila kojih se drži prirodni svijet koristeći empirijsku i znanstvenu metodu.
    - Fizikalna znanost - koja proučava nežive sustave.
    - Biološka znanost - koja proučava ulogu fizikalnih procesa u živim organizmima.

## Grane fizike
- Astronomija - proučava svemir, njegovo stvaranje i razvoj, te razvoj, fiziku, kemiju, meteorologiju i kretanje nebeskih tijela (kao što su galaksije, planeti i sl.) i pojave koje nastaju izvan Zemljine atmosfere (kao što je kozmičko pozadinsko zračenje).
  - Astrodinamika - primjena balistike i nebeske mehanike na praktične probleme u gibanju raketa i drugih svemirskih letjelica.
  - Astrometrija - grana astronomije koja izvodi precizna mjerenja položaja i kretanja zvijezda i drugih nebeskih tijela.
  - Astrofizika - bavi se fizikalnim svojstvima nebeskih tijela
  - Nebeska mehanika - grana teoretske astronomije koja se bavi matematičkim opisom gibanja nebeskih tijela, kao što su planeti.
  - Ekstragalaktička astronomija - grana astronomije koja proučava objekte izvan Mliječne staze.
  - Galaktička astronomija - proučava Mliječnu stazu i sve što ona sadrži.
  - Fizikalna kozmologija - proučava najveće strukture i temeljna svojstva svemira; bavi se temeljnim pitanjima o porijeklu i razvoju svemira.
  - Planetologija - znanstveno proučavanje planeta (uključujući i Zemlju), satelita i planetarnih sustava, poglavito u Sunčevom sustavu, te procesa kojima dotični nastaju.
  - Zvjezdana astronomija - proučava nebeska tijela (zvijezde, planete, komete, maglice, zvjezdane skupove i galaksije) i pojave koje nastaju izvan Zemljine atmosfere (npr. kozmičko zračenje)
- Atmosferska fizika - primjena fizike na atmosferske procese
- Atomska, molekularna i optička fizika - proučava međudjelovanje materije i svjetla
  - Atomska fizika
  - Molekularna fizika
  - Optika - proučava ponašanje i svojstva svjetla, uključujući interakcije s materijom i instrumente kojima detektiramo i utječemo na svjetlo.
- Biofizika - interdisciplinarna znanost koja koristi fizikalne metode za proučavanje sustava u biologiji.
  - Neurofizika - grana biofizike koja proučava živčani sustav
  - Fizika polimera - proučava polimere, njihove promjene, mehanička svojstva, te kinetiku reakcija u kojima se događa degradacija ili polimerizacija polimera ili monomera.
  - Kvantna biologija - primjena kvantne mehanike na biološke pojave.
- Kemijska fizika - grana fizike koja proučava kemijske procese u fizikalnoj paradigmi.
- Računska fizika - bavi se izvodom numeričkih algoritama za rješavanje fizikalnih problema za koje već postoje kvantitativne teorije.
- Fizika kondenzirane tvari - proučava fizikalna svojstva kondenziranih tvari.
- Elektricitet - proučavanje električnih pojava.
- Elektromagnetizam - proučavanje sila koje djeluju na čestice s električnim nabojem.
- Geofizika - bavi se Zemljom i njezinom okolinom u svemiru; također proučavanje Zemlje kvantitativnim fizikalnim metodama.
- Magnetizam - proučavanje fizikalnih pojava na koje utječu magnetska polja.
- Matematička fizika - primjena matematike na rješavanje problema u fizici, razvoj maetmatičkih metoda u tu svrhu i matematičko formuliranje fizikalnih teorija.
- Mehanika - grana fizike koja se bavi ponašanjem fizikalnih tijela na koje utječu sile i drugi vanjski uzroci, te utjecajem tijela na svoju okolinu.
  - Aerodinamika - proučava gibanje zraka.
  - Biomehanika - proučava strukturu i funkcioniranje bioloških sustava kao što su ljudi, životinje, biljke, organi i stanice koristeći metode mehanike.
  - Klasična mehanika - jedno od dva glavna područja mehanike, bavi se fizikalnim zakonima kojima podliježe kretanje tijela pod utjecajem raznih sila.
    - Kinematika - grana klasične mehanike koja opisuje gibanje točaka, tijela (objekata) i sustava tijela neovisno o uzroku gibanja.
      - Homeokinematika - bavi se složenim, samoorganizirajućim sustavima

  - Mehanika kontinuuma - grana mehanike koja analizira kinematiku i mehaničko ponašanje tvari proučavajući ih kao neprekinutu materiju, a ne skup čestica.
  - Dinamika - proučavanje uzroka i promjena gibanja
  - Mehanika fluida - proučavanje fluida i sila koje na njih utječu.
    - Statika fluida - proučavanje fluida u mirovanju
    - Kinematika fluida - proučavanje fluida u gibanju
    - Dinamika fluida - bavi se zakonima gibanja tekućina i pojavama uzrokovanima uzajamnim djelovanjem struje tekućine i tijela koje graniči s tekućinom u gibanju.

  - Statika - grana mehanike koja proučava skupove i ravnoteže sila na tijela koja su u statičkoj ravnoteži, tj. u stanju u kojem se položaji dijelova tih tijela ne mijenjaju kroz vrijeme jedni u odnosu na druge, ili kad se sve komponente jednoliko gibaju.
- Statistička mehanika - grana fizike koja proučava fizikalne sustave koji imaju velik broj stupnjeva slobode
- Termodinamika - grana fizike koja se bavi toplinom i njenom vezom s drugim oblicima energije i rada.
- Nuklearna fizika - grana fizike koja proučava sastav i interakcije atomskih jezgri.
- Fizika elementarnih čestica- grana fizike koja proučava svojstva i međudjelovanja elementarnih dijelova tvari i energije.
- Psihofizika - kvantitativno istražuje odnos između fizičkih podražaja te percepcija i osjeta koje uzrokuju.
- Fizika plazme - bavi se plazmom, agregatnim stanjem sličnom plinovima u kojem je značajan dio čestica ioniziran.
- Kvantna fizika - bavi se fizičkim pojavama čiji su uzroci na redu veličine Planckove konstante.
- Relativnost - fizikalna teorija koja opisuje odnos između prostora i vremena.
  - Opća teorija relativnosti - saznanje gravitacije u današnjoj fizici
  - Specijalna teorija relativnosti - opisuje kretanje tvari i svjetla pri velikim (tzv. relativističkim) brzinama.

Druge grane fizike
- Agrofizika - primjena fizika na agroekosustave
  - Fizika tla - proučava fizikalna svojstva i procese u zemlje
- Kriofizika - bavi se metodama postizanja vrlo niskih temperatura (ispod −150°C odnosno 123 K) i svojstvima tvari u tim uvjetima.
- Ekonofizika - primjenjuje fizikalne teorije i metode na probleme koje proučava ekonomika
- Fizika materijala - područje fizike kondenzirane tvari
- Dinamika vozila - fizikalno proučavanje kretanja kopnenih vozila na raznim površinama
- Filozofija fizike - bavi se konceptualnim i interpretacijskim problemima u današnjoj fizici, mnogi od kojih su vezani za istraživanja koje provode neki teorijski fizičari.

## Povijest fizike
- Povijest akustike - povijest istraživanja mehaničkih valova u krutinama, tekućinama i plinovima (npr. vibracije, zvukovi)
- Povijest agrofizike
  - Povijest fizike tla
- Povijest astrofizike
- Povijest astronomije
  - Povijest astronomije u Hrvatskoj
  - Povijest astrodinamike
  - Povijest astrometrije
  - Povijest kozmologije
  - Povijest planetarne znanosti
  - Povijest zvjezdane astronomije
- Povijest biofizike
- Povijest kemijske fizike
- Povijest računske fizike
- Povijest dinamike i kinematike
- Povijest fizike kondenzirane tvari
- Povijest kriofizike
- Povijest ekonofizike
- Povijest elektromagnetizma
- Povijest geofizike
- Povijest matematičke fizike
- Povijest mehanike
  - Povijest biomehanike
  - Povijest klasične mehanike
  - Povijest mehanike kontinuuma
  - Povijest mehanike fluida
  - Povijest kvantne mehanike
  - Povijest termodinamike
- Povijest nuklearne fizike
- Povijest optike
- Povijest fizike elementarnih čestica
- Povijest psihofizike
- Povijest fizike plazme
- Povijest fizike polimera
- Povijest kvantne fizike
- Povijest teorije relativnosti
  - Povijest specijalne teorije relativnosti
  - Povijest opće teorije relativnosti
- Povijest statike
- Povijest fizike čvrstog stanja
- Povijest dinamike vozila

## Opći pojmovi u fizici

### Osnovni principi fizike
Fizika je grana znanosti koja proučava tvar i njeno kretanje kroz prostor i vrijeme, te vezane koncepte kao što su energija i sile. Fizika je jedna od "temeljnih znanosti" zato što druge prirodne znanosti (biologija, geologija itd.) proučavaju sustave koji podliježu zakonima fizike. Fizika nalaže da međudjelovanjem među česticama i fizikalnim tijelima (planeti, molekule, atomi, subatomske čestice itd.) upravljaju zakoni fizike. Među ostalim, ciljevi istraživanja u fizici, pogotovo u posljednjem tisućljeću, uključuju:
- Opisati prirodu, izmjeriti i kvantificirati fizikalna tijela i njihovo gibanje, dinamiku itd.
  - Newtonovi zakoni gibanja
  - Masa, sila i težina
  - Količina gibanja, zakon očuvanja energije
  - Gravitacija, teorije gravitacije
  - Energija i rad
  - Gibanje, položaj i energija
  - Različite vrste energija, pretvaranje iz jedne u drugu vrstu i neizbježni gubitak energije u obliku topline (termodinamika)
  - Prijenos energije iz jednog izvora rada u drugi
- Kinetička molekularna teorija
  - Agregatna stanja i fazni prijelazi
  - Temperatura i termometar
  - Energija i toplina
  - Prijenos topline: kondukcija, konvekcija i radijacija
  - Zakoni termodinamike:
    - Prvi zakon termodinamike
    - Drugi zakon termodinamike
    - Treći zakon termodinamike
    - Nulti zakon termodinamike
- Razumjeti valove i zvuk
- Razumjeti elektricitet, magnetizam i elektromagnetizam
- Razumjeti svjetlo, otkriti njegova svojstva i izvore
- Osnovne količine
  - Ubrzanje
  - Električni naboj
  - Energija
  - Entropija
  - Sila
  - Duljina
  - Masa
  - Tvar
  - Količina gibanja
  - Potencijalna energija
  - Prostor
  - Temperatura
  - Vrijeme
  - Brzina

### Mjerenje
- Međunarodni sustav mjernih jedinica
- Pretvorba mjernih jedinica
- Duljina
- Vrijeme
- Masa
- Gustoća

### Gibanje
- Brzina
- Ubrzanje
- Jednoliko ubrzano gibanje po pravcu
- Newtonovi zakoni gibanja

### Pregled
| Teorija                              | Glavna područja | Pojmovi |
| ------------------------------------ | --- | --- |
| Klasična mehanika                    | Newtonovi zakoni gibanja, Lagrangeova mehanika, Hamiltonova mehanika, kinematika, statika, dinamika, teorija kaosa, akustika, hidrodinamika, mehanika kontinuuma | Gustoća, dimenzija, gravitacija, prostor, vrijeme, gibanje, duljina, položaj, brzina, ubrzanje, masa, količina gibanja, sila, energija, kutna količina gibanja, okretni moment, zakon očuvanja, harmonijsko titranje, val, rad, snaga |
| Elektromagnetizam                    | Elektrostatika, elektrodinamika, elektricitet, magnetizam, Maxwellove jednadžbe, optika                                                                          | Električni kapacitet, električni naboj, električna struja, električna vodljivost, električno polje, permitivnost, električni otpor, elektromagnetsko polje, elektromagnetska indukcija, elektromagnetsko zračenje, Gaussova ploha, magnetsko polje, magnetski tok, magnetski monopol, mangetska permeabilnost |
| Teorija relativnosti                 | Specijalna teorija relativnosti, opća teorija relativnosti, Einsteinove jednadžbe polja                                                                          | Lorentzova kovarijantnost, Einsteinova mnogostrukost, princip ekvivalentnosti, četverovektor, načelo relativnosti, gravitacija, gravitomagnetizam, inercijski referentni okvir, invarijantnost, kontrakcija dužine, Lorentzova mnogostrukost, Lorentzove transformacije, metrika, Minkowskijev dijagram, Minkowskijev prostor, vlastita duljina, vlastito vrijeme, referentni okvir, energija mirovanja, masa mirovanja, relativnost istovremenosti, prostorvrijeme, brzina svjetlosti, tenzor energije i impulsa, dilatacija vremena, paradoks blizanaca, putanja u prostorvremenu     |
| Termodinamika i statistička mehanika | Toplinski stroj, kinetička teorija | Boltzmannova konstanta, Konjugirane varijable, entalpija, entropija, jednadžba stanja, ekviparticija energije, prvi zakon temodinamike, slobodna energija, toplina, jednaždba stanja idealnog plina, unutarnja energija, neravnotežna termodinamika, statistička suma, tlak, povratni proces, drugi zakon termodinamike, spontani proces, funkcija stanja, statistički ansambl, temperatura, termodinamička ravnoteža, termodinamički potencijal, termodinamički proces, termodinamičko stanje, termodinamički sustav, treći zakon termodinamike, viskoznost, nulti zakon termodinamike |
| Kvantna mehanika                     | Integrali po putovima, disperzija, Schrödingerova jednadžba, kvantna teorija polja, kvantna statistička mehanika                                                 | Adijabatska aproksimacija, načelo korespondencije, slobodna čestica, Hamiltonov operator, Hilbertov prostor, identične čestice, matrična kvantna mehanika, Planckova konstanta, operator, kvant, kvantizacija, kvantno sprezanje, kvantno harmonijsko titranje, kvantni broj, tuneliranje, Schrödingerova mačka, Diracova jednadžba, spin, valna funkcija, dualizam, energija nulte točke, Paulijev princip isključenja, Heisenbergovo načelo neodređenosti |

### Pojmovi po granama fizike
| Grana                                | Područja | Važne teorije | Pojmovi |
| ------------------------------------ | --- | --- | --- |
| Fizika elementarnih čestica          | Fizika akceleratora, nuklearna fizika, nuklearna astrofizika, astročestična fizika, fenomenologija elementarnih čestica                              | Standardni model, teorija kvantnih polja, kvantna kromodinamika, elektroslaba teorija, effective field theory, lattice field theory, lattice gauge theory, baždarna invarijantnost, supersimetrija, teorija velikog ujedinjenja, teorija superstruna, M-teorija | Fundamentalne interakcije (gravitacijske, elektromagnetske, slabe, jake), elementarna čestica, spin, antitvar, spontano narušavanje simetrije, brana, struna, teorija struna, kvantna gravitacija, teorija svega, energija vakuuma |
| Atomska, molekularna i optika fizika | Atomska fizika, molekularna fizika, atomska i molekularna astrofizika, kemijska fizika, optika, fotonika                                             | Kvantna optika, kvantna kemija, kvantna informatika | Atom, molekula, difrakcija, elektromagnetsko zračenje, laser, polarizacija, spektralna linija, Casimirov učinak |
| Fizika kondenzirane tvari            | Fizika čvrstog stanja, fizika visokog tlaka, niskotemperaturna fizika, nanotehnologija, fizika polimera                                              | BCS-teorija, Blochov teorem, Fermijev plin, Fermijeva tekućina, teorija mnogo tijela | Agregatno stanje (plin, tekućina, krutina, Bose–Einsteinova kondenzacija, supravodič, supratekućina), električna vodljivost, magnetizam, samoorganizacija, spin, spontano narušavanje simetrije                                    |
| Astrofizika                          | Kozmologija, fizika gravitacije, visokoenergetska astrofizika, planetarna astrofizika, fizika plazme, fizika svemirske plazme, zvjezdana astrofizika | Veliki prasak, Lambda-CDM model, kozmička inflacija, opća teorija relativnosti, Newtonov zakon gravitacije | Crna rupa, kozmičko pozadinsko zračenje, kozmička struna, kozmos i kaos, tamna energija, tamna tvar, galaksija, gravitacija, gravitacijski valovi, singularnost, planet, Sunčev sustav, zvijezda, supernova, svemir                |

## Popisi
- Dodatak:Popis poznatih fizičara